# Prométhazine
La prométhazine est un antipsychotique antihistaminique inhibiteur des récepteurs H1 de la famille des phénothiazines. C'est un médicament utilisé dans le traitement de l'allergie et de l'insomnie passagère. Il s'agit d'une des premières molécules antihistaminiques découvertes de manière fortuite lors de recherches menées sur des composés de la famille des phenothiazines. 
La prométhazine fut jadis utilisée pour ses vertus neuroleptiques avant d'être mise à l'écart à l'instar de nouvelles molécules phénothiazidiques. Elle demeure néanmoins utilisée comme adjuvant dans les situations de violences dans le domaine psychiatrique. Divers protocoles comprenant la prométhazine et l'haloperidol ont été publiés, dans le cadre d'une contention chimique.  
D'un point de vue psychotrope, la prométhazine possède d'importantes vertus sédatives ainsi que des propriétés antipsychotiques notables. Elle n'est cependant jamais utilisée dans le cadre des psychoses en psychiatrie, elle l'est seulement comme hypno-sédatif.
Aux États-Unis, elle est connue pour son association avec la codéine dans le cadre d'un usage récréatif sous la forme d'une boisson appelée « Purple drank » (un mélange de sirop contre la toux sèche associant codéine et prométhazine, de soda et parfois d'alcool). Ce mélange qui peut être dangereux, popularisé par le monde du hip-hop, est à l'origine de nombreuses overdoses fatales et tend à se populariser en Europe.
D'un point de vue pharmacologique, la prométhazine est anticholinergique et affecte faiblement les récepteurs muscarinique. Son affinité pour les récepteurs histaminiques H1 est élevée. La prométhazine appartient aux antihistaminiques de première génération. Elle posséderait en outre de faibles propriétés anxiolytiques, à l'instar de l'hydroxyzine. Elle ne possède néanmoins pas d'AMM à cet effet.
La prométhazine est disponible en officine sur ordonnance (Liste 1 des substances vénéneuses) et est présente sous différentes formes telles qu'en comprimés sécables dosés a 25 mg, en pommade et sous forme de sirop. Elle n'est néanmoins pas présente dans toutes les officines du fait du déclin de vente au profit des antihistaminiques de seconde génération, possédant une sédation moins prononcée. 
Elle reste toutefois une molécule peu dispendieuse, avec un potentiel antihistaminique élevé. Le nom commercial est Phenergan (France). Elle est classée au niveau deux de vigilance, ce qui doit attirer l'attention des conducteurs du fait des risques de sédation. Il s'agit d'une molécule photosensibilisante, à l'instar des phenothiazides.
La prométhazine, à l'instar de nombreux antihistaminiques, possède une action marquée contre les nausées et vertiges. Elle est utilisée de façon marginale comme prémédication avant une anesthésie.
Les effets secondaires sont semblables aux composés de la même famille, et comprennent principalement :
- Sédation, constipation, difficultés à uriner, troubles de la vigilance, photosensibilité, euphorie/dysphorie, difficultés à la concentration, troubles de la mémoire, apathie, comportement stéréotypés, agitation paradoxale, exacerbation des effets d'autre dépresseurs du système nerveux central (SNC), augmentation de l'appétit, sècheresse buccale, troubles de l'élocution.
Dans le cadre d'un traitement à visée sédatif, l'association avec des benzodiazepines n'a pas montré d'efficacité, le ratio bénéfice risque étant jugé défavorable.
La prométhazine reste toutefois une alternative aux autres antihistaminiques dans la prise en charge de la rhinite saisonnière, urticaire, rhume des foins, conjonctivite...
Il possède un effet hypotenseur. Une vigilance doit tout particulièrement être portée sur les personnes âgées et les enfants. Ce médicament n'est pas recommandé chez l'enfant de moins de 8 ans, sauf dans le cas d'absence d'alternative). Le manque d'étude et le principe de précaution suggère d'éviter la prométhazine chez la femme enceinte (risque tératogène potentiel).
Lors d'un traitement à la promethazine, la consommation d'alcool est fortement  déconseillée (risque de majoration de la sédation). La prométhazine présenterait moins de risque sur le plan cardio-vasculaire que l'hydroxyzine (risque d'allongement du QT à l'ECG). Néanmoins, une attention particulière doit être portée chez les sujets présentant des pathologies cardiaque et/ou psychiatrique. 
En France, les médicaments à base de  prométhazine par voie orale étaient précédemment sans ordonnance, mais sont désormais disponibles uniquement sur ordonnance depuis janvier 2020.

## Histoire
Après la découverte du rôle de l'histamine dans les allergies, le laboratoire Rhône-Poulenc cherche à développer dès 1933 des antihistaminiques ; les chimistes synthétisent donc en 1947 un dérivé phénothiazinique, la prométhazine, qui possède des propriétés sédatives marquées. En 1948, le chirurgien Pierre Huguenard l'utilise dans un cocktail lytique pour provoquer sédation et indifférence chez les opérés, et Henri Laborit, un autre chirurgien, cherche à prévenir le choc opératoire et soupçonne un effet « stabilisant » du système nerveux central (SNC) pouvant créer une hibernation artificielle et une sédation sans narcose, il demande alors au laboratoire Rhône-Poulenc de travailler sur des composés aux propriétés stabilisantes plus marquées, ce qui permet la création de la chlorpromazine.
En juillet 2017, cette substance est vendue sous plusieurs marques de par le monde : Allersoothe, Antiallersin, Anvomin, Atosil, Avomine, Closin N, Codopalm, Diphergan, Farganesse, Fenazil, Fenergan, Fenezal, Frinova, Hiberna, Histabil, Histaloc, Histantil, Histazin, Histazine, Histerzin, Lenazine, Lergigan, Nufapreg, Otosil, Pamergan, Pharmaniaga, Phenadoz, Phenerex, Phenergan, Phénergan, Pipolphen, Polfergan, Proazamine, Progene, Prohist, Promet, Prometal, Prometazin, Prometazina, Promethazin, Prométhazine, Promethazinum, Promethegan, Promezin, Proneurin, Prothazin, Prothiazine, Prozin, Pyrethia, Quitazine, Reactifargan, Receptozine, Romergan, Sominex, Sylomet, Xepagan, Zinmet et Zoralix.